# Jules Garinet
Jules Garinet, né à Châlons-sur-Marne le 17 août 1797, décédé le 21 août 1877, était avocat à la Cour royale de Paris, Conseiller de préfecture honoraire, littérateur, historien.

## Biographie

### Des attaches locales
Le nom de Garinet donné par la ville de Châlons à l’une de ses rues se rapporte aussi bien à la popularité qu’avait conquise le fils par sa science et ses sentiments élevés qu’aux services éminents du père Claude-Joseph, ancien maire de Châlons, qui, entre autres services, se dévoua de sa personne en 1814 pour sauver la ville du sac et de l’incendie dont elle était menacée par l’armée prussienne.

### Erudit
Après avoir publié, pendant sa jeunesse, des ouvrages teintés d'anticléricalisme et antimonarchique, comme son Histoire de la sorcellerie en France (1818, rééditée à plusieurs reprises),  
en 1830, il publia son Mémoire sur l’établissement du christianisme à Châlons et sur les établissements qui s’y rattachent, et en 1840 son Histoire de l’église cathédrale de Châlons et de son chapitre, avec preuves, notes et éclaircissements.
Il est aussi l'auteur d'une Étude sur l'invasion des Gaules par Attila en 451 (1867).
Plusieurs fois président de la Société d’Agriculture, Commerce, Sciences et Arts de la Marne.
Bibliographe éminent, érudit, bibliophile, archéologue, il avait réuni chez lui une bibliothèque nombreuse et choisie, une galerie de tableaux de maîtres, une collection d’objets d’arts et de souvenirs historiques. Son épouse Marguerite-Victoire Garinet léguera sa bibliothèque de 33000 volumes à la ville de Châlons en Champagne et son immeuble, ancien hôtel des Vidames, et toutes ses collections à la ville à charge pour elle d'en faire un musée qui garderait son nom. Le Musée Garinet est ouvert depuis 1899. 